# 斯特凡·普法伊费尔
斯特凡·普法伊费尔（德語：Stefan Pfeiffer，1965年11月15日—），德国男子游泳运动员。他曾代表西德和德国参加1984年、1988年和1992年夏季奥林匹克运动会游泳比赛，获得一枚银牌和一枚铜牌。